# Tito Davison
Óscar Herman Davison Bascurt, conocido como Tito Davison (Chillán, 14 de diciembre de 1912-Ciudad de México, 21 de marzo de 1985), fue un director, actor y guionista chileno. Tuvo una extensa carrera artística en Argentina, México y Chile. Emigró de Chile a Hollywood, trabajó en 1927 como técnico y luego debutó como actor en películas que se filmaban en español con artistas de América Latina y España. Participó en más de 130 películas como actor, guionista y director.
En México, fue un director clave en el estilo melodramático de sus producciones por marcar un estilo muy mexicano. En los años 50, regresa a Chile, finalmente a México, donde falleció el 21 de marzo de 1985.

## Biografía

### Primeros años
Nació en la ciudad de Chillán, Chile, en 1912. Inició sus estudios en el Liceo de Hombres de Chillán, que completó más tarde en el Instituto Nacional General José Miguel Carrera de Santiago de Chile.
En 1927 se vinculó al cine como técnico en Hollywood y más adelante debutó como actor en películas que se filmaban en español con artistas de América Latina y España destinadas al público de ese idioma. Algunos de esos filmes fueron Sombras de gloria (1929), La fuerza del querer o The Big Fight (1930); El presidio o The Big House (1930) y La gran jornada u Horizontes nuevos o The Big Trail (1930).
Posteriormente, prefirió dedicarse a la técnica, al guionismo y a la adaptación, camino que lo condujo a la dirección cinematográfica, con la que se inició en Argentina.[cita requerida]

### Actividad en Argentina
En 1937 se inició como director de cine en Argentina, con Murió el sargento Laprida (1937); también colaboró en varias películas: supervisor en Bartolo tenía una flauta (1939), encuadre en Canción de cuna (1941), guionista en  Las de Barranco (1938), Hay que educar a Niní (1940) y El haragán de la familia (1940). Más adelante dirigió Casi un sueño (1943) y la película de dibujos animados Upa en apuros (1942) y codirigió con Antonio Cunill Cabanellas Locos de verano (1942), filme en el que tuvo a su cargo el encuadre.[cita requerida]

### Continuación de su carrera en México
En 1944 viajó a México para trabajar como gerente de producción de la empresa Mexicana Filmadora, S.A. y fue el adaptador (sin acreditar) de La barraca, sobre la novela de Vicente Blasco Ibáñez, que dirigió Roberto Gavaldón.[cita requerida]
Entre 1945 y 1947 adaptó otras once películas que dirigiría Gavaldón. También ejerció la dirección, entre otros filmes, de  Dueña y señora, Que Dios me perdone y La sin ventura, todas de 1948, Un cuerpo de mujer, El baño de Afrodita,  El embajador y Medianoche, todas de 1949. Este último filme, que era una nueva versión de la película argentina La fuga, fue protagonizada por Arturo de Córdova, Elsa Aguirre, Marga López, Carlos López Moctezuma y José Elías Moreno. Otros actores a los que dirigió fueron María Felix, Libertad Lamarque y Fernando Soler.[cita requerida]
Otras películas que dirigió fueron Negro es mi color (1950), Cabo de Hornos (1956), La dulce enemiga (1956) y La edad de la inocencia (1962). Más adelante retornó a Chile y dirigió El burócrata (1964) y Más allá de Pipilco (1964). Al regresar a México realizó la exitosa película El derecho de nacer. Continuó ligado al cine como director y como guionista en numerosas películas y al tiempo de fallecer acababa de terminar un documental para el estado de Morelos y el filme La guerra es un buen trabajo. Murió en la Ciudad de México el 21 de marzo de 1985.

## Premios y candidaturas
Recibió el Premio Ariel a la Mejor Dirección y un Premio Quijote, en España, por la adaptación cinematográfica de Doña Diabla, premio que compartió con Edmundo Báez. En 1947 fue candidato al Premio Ariel para la mejor adaptación por la película El socio. En 1948 se le otorgó el Ariel a la mejor adaptación por El buen mozo y en 1949 su película Que Dios me perdone fue candidata al Ariel de oro. En 1953, fue declarado Hijo Ilustre de la Municipalidad de Chillán.

## Familia
Tito Davison estuvo casado con June Marlowe hasta septiembre de 1946 (tuvieron un hijo, Ricardo Alfredo, nacido cerca de 1941); luego, con Concepción Carracedo Álvarez, conocida como Conchita Carracedo, entre el 2 de diciembre de 1948 y el 21 de marzo de 1985, cuando él falleció. Fue primo suyo Carlos Francisco Borcosque Sánchez, cineasta y guionista chileno.

## Filmografía

### Guionista
- El gran triunfo (1981)
- Forja de amigos o Amigo (1980)
- El ministro y yo (1976)
- Un mulato llamado Martín (1975)
- Un amor extraño (1975)
- El amor tiene cara de mujer (1973)
- María (1972)
- Mamá Dolores (1971)
- El hombre de los hongos (1976)
- El terrón de azúcar (1969)
- Corazón salvaje (1968)
- El derecho de nacer (1966)
- Más allá del Pipilco (1965)[2]
- El burócrata (1964)[2]
- Cri Cri el grillito cantor (1963)
- Barridos y regados (1963)
- La fierecilla del puerto (1963)
- La edad de la inocencia (1962)
- La hermana blanca (1960)
- Impaciencia del corazón (1960)
- Isla para dos (1959)
- Mujeres de fuego (1959)
- Sabrás que te quiero (1958)
- Quiero ser artista (1958)
- La mujer que no tuvo infancia (1957)
- La Diana cazadora (1957)
- La dulce enemiga (1957)
- Un amor en Cabo de Hornos o Cabo de Hornos (1956)[2]
- Bodas de oro (1956)
- Siempre para ti o Para siempre (1955)
- El caso de la mujer asesinadita (1955)
- Prisionera del pasado (1954)
- La entrega (1954)
- Cuando me vaya (1954)
- El valor de vivir (1954)
- Nunca es tarde para amar (1953)
- Sor Alegría (1952)
- Te sigo esperando (1952)
- Las tres alegres comadres (1952)
- Mujeres sin mañana (1951)
- Negro es mi color (1951)
- Curvas peligrosas (1950)
- La mujer que yo amé (1950)
- Doña Diabla (1949)
- Un cuerpo de mujer (1949)
- El baño de Afrodita (1949)
- El embajador (1949)
- Medianoche (1949)
- Dueña y señora (1948)
- Espuelas de oro (1948)
- Que Dios me perdone (1948)
- Soy charro de Rancho Grande (1947)
- La malagueña (1947)
- La barca de oro (1947)
- Marco Antonio y Cleopatra o La vida íntima de Marco Antonio y Cleopatra (1947)
- La mujer que quiere a dos (1947)
- Bel Ami (1947)
- Ramona (1946)
- Que Dios me perdone (1947)
- La diosa arrodillada (1947)
- Los nietos de don Venancio (1945)
- Camino de Sacramento (1945)
- El socio (1945)
- La selva de fuego (1945)
- Rayando el sol (1945)
- Una virgen moderna (1945)
- Corazones de México (1945)
- La barraca (1944)
- El que murió de amor (1945)
- Casi un sueño (1943)
- En el viejo Buenos Aires (1942)
- Tú eres la paz (1942)
- Hay que educar a Niní (1940)
- El haragán de la familia (1940)
- Las de Barranco (1938)

### Director
- La guerra es un buen negocio (1982)
- Forja de amigos o Amigo (1980)
- Te quiero (1979)
- Natacha (1972)
- Un amor extraño (1975)
- Un mulato llamado Martín (1975)
- El amor tiene cara de mujer (1973)
- María (1972)
- Mamá Dolores (1971)
- El terrón de azúcar (1969)
- Corazón salvaje (1968)
- El derecho de nacer (1966)[2]
- Más allá del Pipilco (1965)[2]
- El burócrata (1964)[2]
- Canción del alma (1964)[2]
- Cri Cri el grillito cantor (1963)[2]
- Barridos y regados (1963)
- La fierecilla del puerto (1963)
- La edad de la inocencia (1962)[2]
- La furia del ring (1961)[2]
- Amor en la sombra (1960)[2]
- Las canciones unidas (1960)[2]
- La hermana blanca (1960)[2]
- Impaciencia del corazón (1960)[2]
- Isla para dos (1959)[2]
- Mujeres de fuego (1959)[2]
- La estrella vacía (1958)
- Sabrás que te quiero (1958)[2]
- Música de siempre (1958)[2]
- Música en la noche (1958)[2]
- Quiero ser artista (1958)[2]
- La mujer que no tuvo infancia (1957)[2]
- La Diana cazadora (1957)[2]
- La dulce enemiga (1957)[2]
- Un amor en Cabo de Hornos o Cabo de Hornos (1956)[2]
- Bodas de oro (1956)[2]
- Siempre para ti o Para siempre (1955)[2]
- El caso de la mujer asesinadita (1955)[2]
- Prisionera del pasado (1954)[2]
- Cuando me vaya (1954)[2]
- El valor de vivir (1954)[2]
- Nunca es tarde para amar (1953)[2]
- Sor Alegría (1952)[2]
- Te sigo esperando (1952)[2]
- Las tres alegres comadres (1952)[2]
- Enséñame a besar (1952)[2]
- Mujeres sin mañana (1951)[2]
- Negro es mi color (1951)
- Curvas peligrosas (1950)[2]
- La mujer que yo amé (1950)[2]
- Doña Diabla (1949)[2]
- Un cuerpo de mujer (1949)[2]
- El baño de Afrodita (1949)[2]
- El embajador (1949)
- Medianoche (1949)[2]
- Dueña y señora (1948)[2]
- Que Dios me perdone (1948)[2]
- La sin ventura (1948)[2]
- Casi un sueño (1943)[2]
- Upa en apuros (1942)
- Locos de verano (1942)
- Las de Barranco (1938)[2]
- Murió el sargento Laprida (1937)[2]

### Actor
- Rosa de Francia (1935) …Simón[2]
- Stamboul Quest (1934) (sin acreditar) .... Burco botones de hotel
- Laughing Boy (1934) o Raza de bronce (1934) (sin acreditar)… Navajo
- Granaderos del amor (1933)[2]
- Cheri-Bibi (1931) .... Juan
- La gran jornada u Horizontes nuevos o The Big Trail (1930) .... Daniel[2]
- El presidio o The Big House (1930)… Kent Marlowe[2]
- Los que danzan o Those Who Dance (1930) … Chico Brady[2]
- La fuerza del querer o The Big Fight (1930) .... Lester[2]
- Así es la vida o What a Man (1930) .... Jorge Franklyn[2]
- Sombras de gloria (1929)[2]

### Asesor técnico
- Ramona (sin acreditar) (1936)

### Supervisor
- Bartolo tenía una flauta (1939)

### Encuadre
- Canción de cuna (1941)